# Heeresfeldbahnlokomotive HF 130 C
Die Heeresfeldbahnlokomotiven HF 130 C waren schmalspurige Diesellokomotiven der deutschen Heeresfeldbahn im Zweiten Weltkrieg. Nach dem Kriegsende kamen sie in mehreren Staaten im zivilen Bahnbetrieb zum Einsatz.

## Geschichte

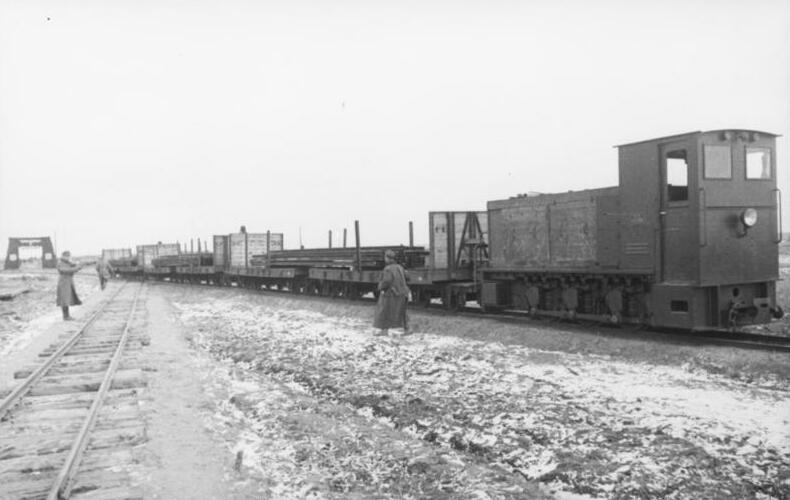
Einsatz bei Witebsk, Belarus

Während des Zweiten Weltkrieges wurden rund 350 Heeresfeldbahnlokomotiven des Typs HF 130 C gebaut. Die ersten Planungen wurden bereits 1937 von Schwartzkopff durchgeführt. Mehrere Lokomotivhersteller – darunter Orenstein & Koppel, Jung, Deutz, Gmeinder, BMAG und Windhoff – waren am Bau dieser Fahrzeuge beteiligt. Die Lokomotiven mit einer Spurweite von 600/750 mm (umspurbar) wurden bei Einführung der Kriegstypenreihe als kriegswichtig eingestuft und in dieser Typenreihe als Kriegsmotorlokomotive 3 (kurz KML 3) bezeichnet.

## Technische Merkmale
Die drei gekuppelten Radsätze und die Blindwelle sind in einem Außenrahmen gelagert. Der Rahmen stützt sich über Blattfedern mit Ausgleichshebeln zwischen dem zweiten und dritten Radsatz in vier Punkten auf den Achslagern ab. Der Lokkasten besteht aus einem Führerhaus an einem Ende und einem schmalen Vorbau für den Dieselmotor, der von Umlaufblechen umgeben ist. An den Fahrzeugen sind Mittelpufferkupplungen nach den Normen der jeweiligen Einsatzstrecken angebracht.

### Antrieb
Im Motorvorbau befindet sich ein Viertakt-Dieselmotor, der über ein Strömungsgetriebe von Voith oder ein Trilok-Getriebe von Klein, Schanzlin und Becker (KSB) Frankenthal, ein Wendegetriebe und eine unter dem Führerhaus befindliche Blindwelle die Lokomotive antreibt. Die drei mit Kuppelstangen verbundenen Achsen werden von der Blindwelle angetrieben. Die Steuerung erfolgt stufenlos durch Füllungsregelung. Alle Loks hatten ursprünglich eine Handspindelbremse.

### Weiterentwicklung HK 130 C
Für die in Afrika zu erobernden Kapspurbahnen (1067 mm) wurde aus der HF 130 C die Type HK 130 C entwickelt. Dabei ist unklar, ob sich das K auf die Kapspur oder auf Kolonialbahn bezieht. Als die Lokomotiven gebaut waren, war durch den Kriegsverlauf der geplante Einsatz in Afrika obsolet geworden. So wurden die Lokomotiven auf 600, 750 oder 900 mm umgespurt und analog zu den HF 130 C eingesetzt. Heute noch existierende Exemplare sind die Windhoff-Lokomotiven 765/1943 bei der Dampf-Kleinbahn Mühlenstroth und 767/1943 bei der Bregenzerwaldbahn in Österreich sowie die Gmeinder-Maschine 4313/1947 im Frankfurter Feldbahnmuseum e. V. Die erst- und die letztgenannte Lok laufen heute auf einer Spurweite von 600 mm, die zweitgenannte auf 760 mm.

## Einsatz

### Deutsche Bundesbahn
Gmeinder lieferte für die Wangerooger Inselbahn in den Jahren 1952 und 1957 insgesamt drei Lokomotiven aus, die auf den alten Plänen der HK 130 C basierten. Die vom Hersteller als Typ HK 130 C (DB) bezeichneten Maschinen wurden bei der Deutschen Bundesbahn als Baureihe 329 (zuvor V 11, V 99 und Köf 99, später auch 399) bezeichnet.

### Deutsche Reichsbahn

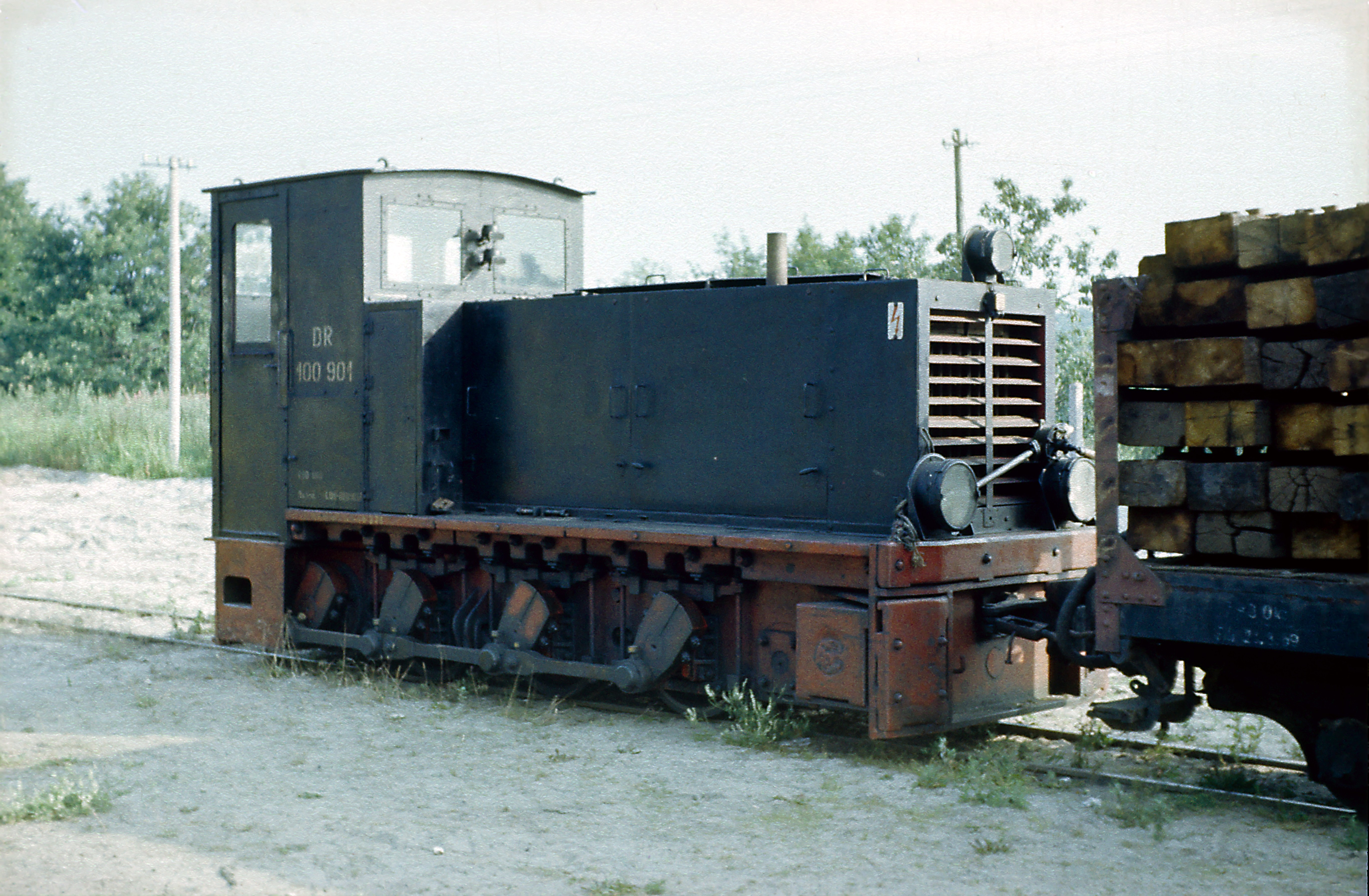
100 901 als Arbeitszugkokomotive im Bf Binz Ost, 1978

Anfang der 1950er Jahre übernahm die Deutsche Reichsbahn in der DDR zwei Lokomotiven der Bauart HF 130C aus ehemaligen Wehrmachtsbeständen. Die beiden Lokomotiven erhielten die Nummern Köf 6001 und 6003. Die Köf 6001 stammte ursprünglich vom Flugplatz Reinsdorf und wurde ab 1950 auf den ehemaligen Jüterbog-Luckenwalder Kreiskleinbahnen in Dahme eingesetzt. Die Köf 6003 kam zur ehemaligen Kreisbahn Rathenow-Senzke-Nauen. Sie wurde vor allem während der Rübenkampagne im Güterverkehr, aber auch im Personenverkehr verwendet. Nach der Betriebseinstellung dieser Eisenbahnstrecken gelangten beide Lokomotiven auf die Insel Rügen zu den Rügenschen Schmalspurbahnen, um als Rangierlokomotiven verwendet zu werden.
Die Köf 6001 bekam 1970 die EDV-Nummer 100 901 und wurde ab 1976 wieder eingesetzt. 1985 wurde die Lokomotive ausgemustert und verschrottet. Die Köf 6003 blieb auf Rügen bis heute erhalten. Sie erhielt 1970 die EDV-Nummer 100 902, wurde aber ab 1971 abgestellt. 1973 wurde sie nochmals in 199 002 umgezeichnet. Ab 1976 kam die Lokomotive in Putbus ebenfalls wieder zum Einsatz. 1992 erhielt sie nach dem gemeinsamen Nummernplan der deutschen Bahnen noch die neue Nummer 399 703. Die Lokomotive ist bei der heutigen Rügenschen Bäderbahn noch vorhanden.

### Österreich

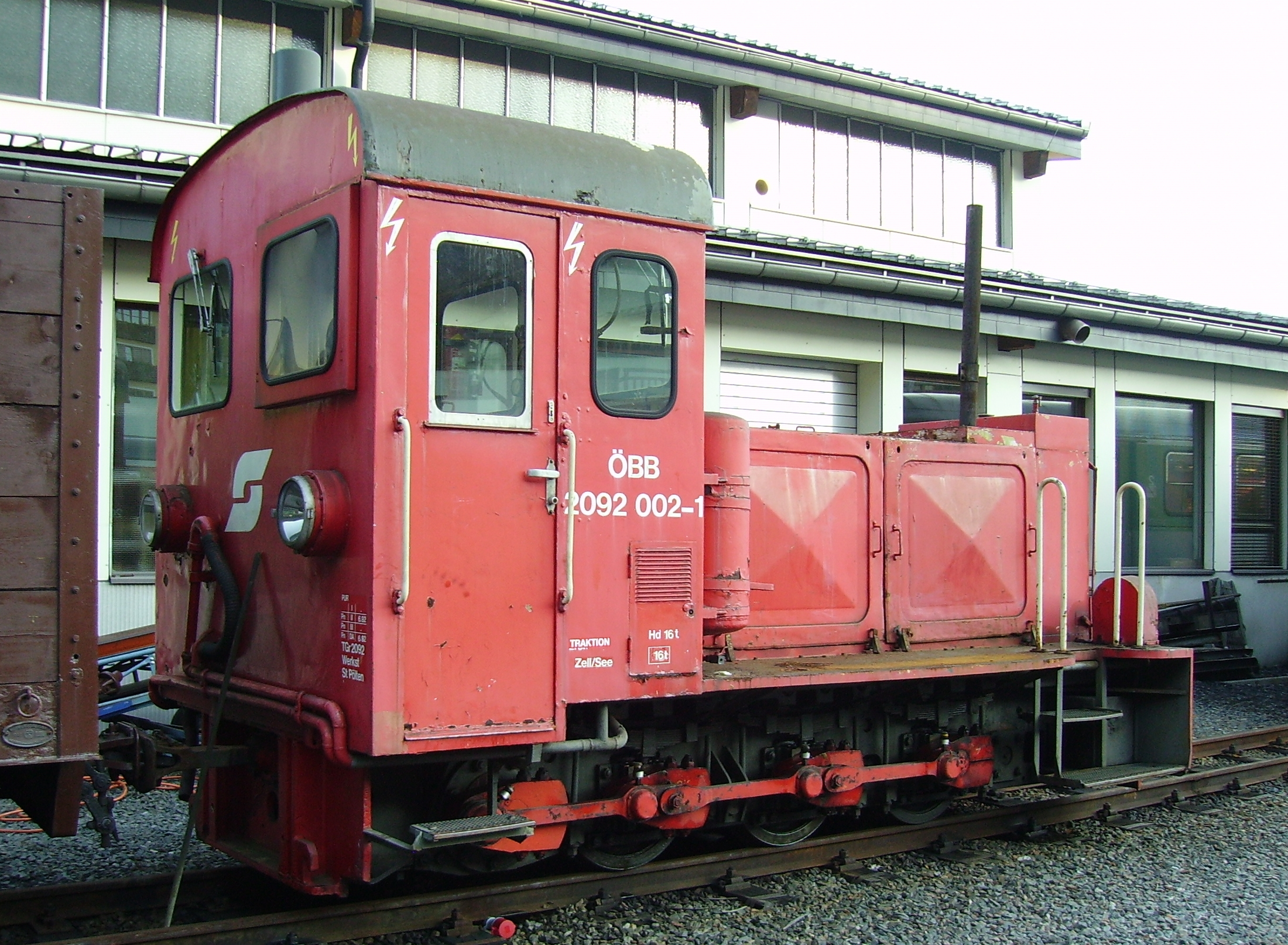
Umgebaute HF 130 C als 2092 002 der ÖBB, seit 2008 im Bestand der SLB Pinzgauer Lokalbahn als Vs 51

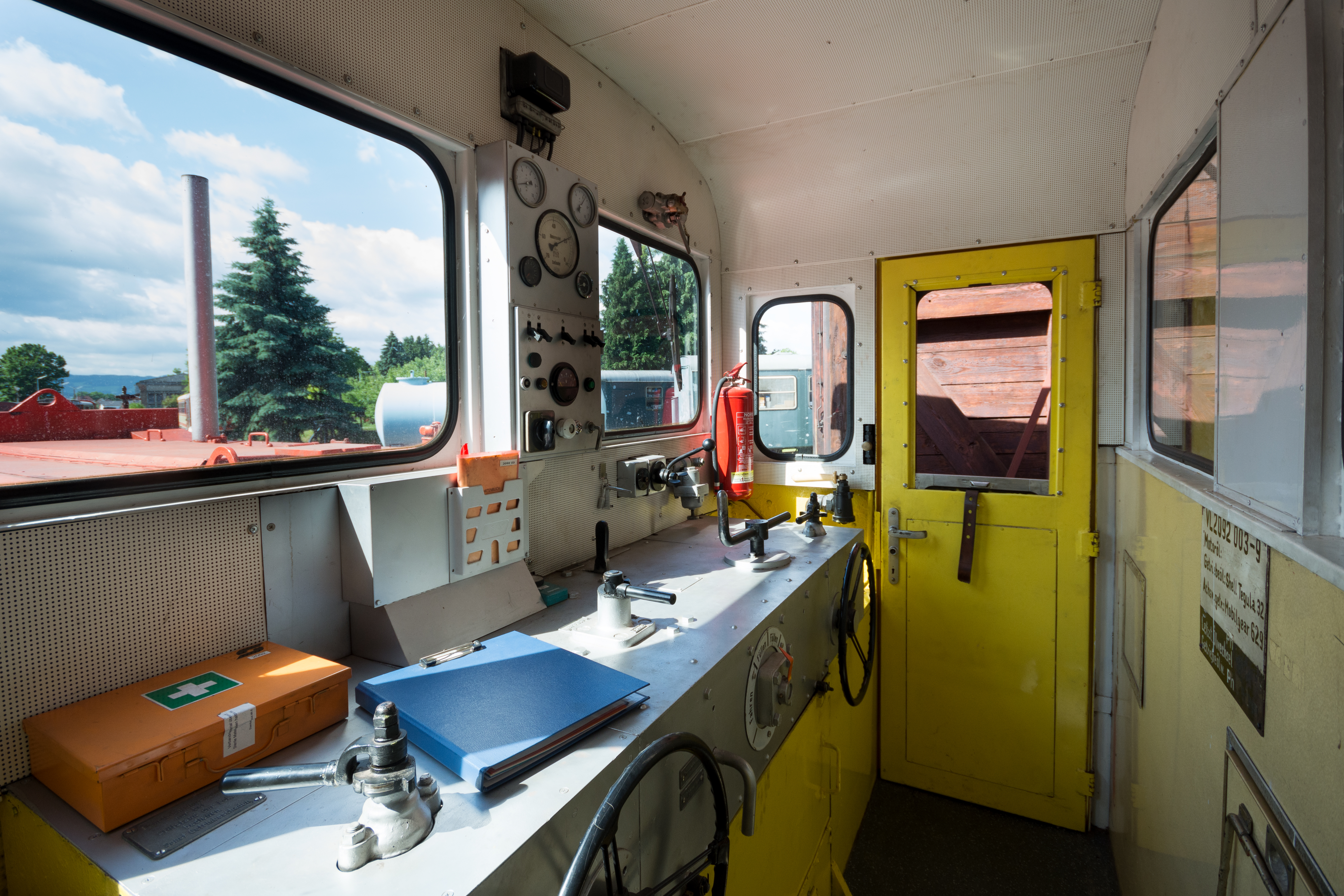
Führerstand der 2092 003 der ÖBB

Nach 1945 waren insgesamt elf reparaturfähige Loks in Österreich verblieben, die sowohl auf der Pinzgauer Lokalbahn als auch auf der Steyrtalbahn hinterstellt waren. Die US-amerikanische Besatzungsmacht übergab die vier Lokomotiven, die auf der Steyrtalbahn vorgefunden worden waren, an die ÖBB; die übrigen verblieben bei Privatbahnen wie den Steiermärkischen Landesbahnen und Werksbahnen in Industriebetrieben. Alle vier Lokomotiven der ÖBB, die (bedingt durch Unterschiede in Motor- und Getriebebauart) in zwei Untergruppen eingeteilt wurden, wurden zwischen 1950 und 1951 aufgearbeitet und auf 760 mm umgespurt. Die beiden Gmeinder-Lokomotiven mit Deutz-Motor und Voith-Getriebe wurden als 2092.01 und 02, die beiden Windhoff-Lokomotiven mit Kämper-Motor und Trilokgetriebe wurden als 2092.101 und 102 bezeichnet. In beide Lokomotiven wurden nachträglich Druckluftbremsen eingebaut. Die 2092.01 und 02 erhielten eine Vakuumbremse für den Wagenzug. 1960 und 1962 wurden die Windhoff-Maschinen den beiden Gmeindner-Loks angeglichen und in 2092.03 und 04 umgezeichnet. 1963 und 1965 erhielten die Maschinen ein breiteres Führerhaus. Die 2092.01, 03 und 04 wurden wegen Motorschäden ausgemustert, da das Alter und mangelnder Bedarf eine Reparatur wirtschaftlich nicht mehr rechtfertigten. 2092.02 ist heute noch bei der Pinzgauer Lokalbahn als Verschublok im Einsatz.
Die Lokomotiven wurden bei den Schmalspurbahnen wegen ihrer niedrigen bauartbedingten Geschwindigkeit hauptsächlich als Verschublokomotiven in den Anschlussbahnhöfen an das Normalspurnetz eingesetzt. Dabei handelte es sich um die Bahnhöfe Bregenz-Vorkloster (Bregenzerwaldbahn), Gmünd (Waldviertler Schmalspurbahnen), Völkermarkt-Kühnsdorf (Vellachtalbahn), St. Pölten Alpenbahnhof (Mariazellerbahn) und Zell am See (Pinzgauer Lokalbahn).
Mit der Einführung der EDV-gerechten Triebfahrzeugnummern 1986 entfiel der Punkt zwischen Stamm- und Ordnungsnummer, letztere wurden durch eine zusätzliche Null dreistellig.
Alle Lokomotiven der Baureihe 2092 sind noch erhalten. Die 2092 003 befindet sich in Ober-Grafendorf an der Mariazellerbahn, wo sie vom Besitzer, dem Club Mh.6, aufgearbeitet wurde. Die 2092 004 ist inzwischen im Besitz des Waldviertler Schmalspurbahnvereins in Heidenreichstein, wo sie wieder vollständig aufgearbeitet wird.
Die 2092 001 stand bis 2006 als Denkmal in Puchenstuben an der Mariazellerbahn, von wo sie über ebay zusammen mit einem vierachsigen Personenwagen von einem deutschen Sammler erworben wurde. Nach einer Zeit im Oldtimer Museum Rügen wurde die Lokomotive 2017 wieder nach Bezau (Bregenzerwaldbahn) transportiert, wo sie auf eine betriebsfähige Aufarbeitung wartet.
Als letzte Vertreterin dieser Baureihe war bei der ÖBB die 2092 002 in Zell am See stationiert. Diese wurde von der Salzburg AG mit dem Inventar der Pinzgauer Lokalbahn übernommen und als Vs 51 bezeichnet. Die Lok wurde nach vier Jahren Abstellzeit für den Rollwagenverschub in Zell am See aufgearbeitet. Neben einer Hauptuntersuchung und einem neuen Anstrich in SLB-Norm erhielt die Lokomotive auch eine Vakuumbremsanlage, was ihr künftig auch den Bauzugeinsatz ermöglichen wird. Sie ist bis heute betriebsfähig und wird von der Salzburg AG als Verschubreserve genutzt.

### Tschechoslowakei

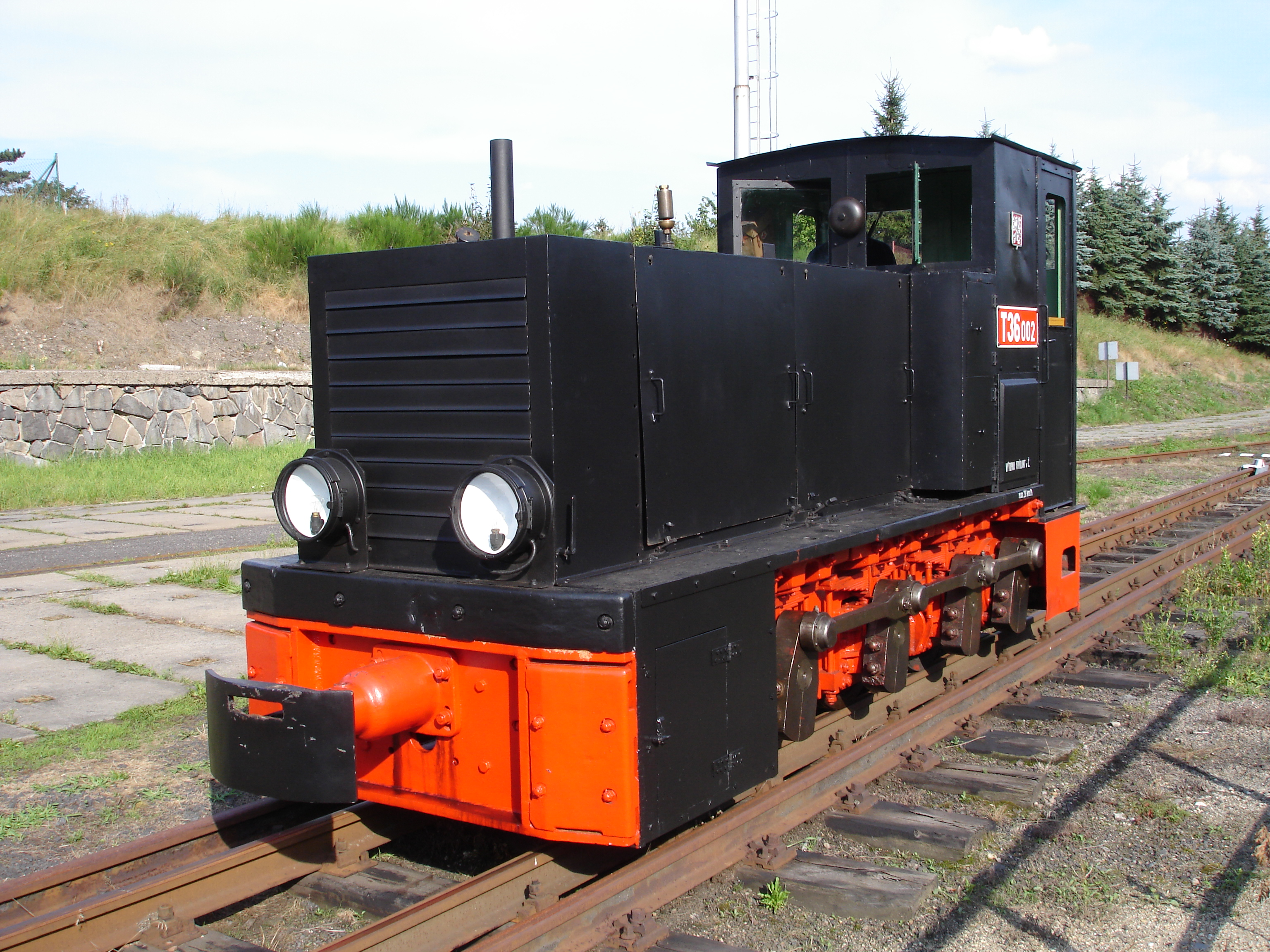
Bei der T 36.002 des Eisenbahn- museums in Frýdlant v Čechách handelt es sich um die Lokomotive "PIZOL" der Sanktgallischen Rheinkorrektion (SGRK), ihr ursprünglicher Einsatzort ist unbekannt

Eine der Lokomotiven gelangte nach 1945 auch zu den Tschechoslowakischen Staatsbahnen (ČSD) in der Tschechoslowakei. Diese ordneten die Lokomotive als T 36.001 ein und verwendeten sie ab 1948 als Rangierlokomotive in Frýdlant v Čechách (Schmalspurbahn Frýdlant–Heřmanice, vormals Friedländer Bezirksbahn). 1954 wurde die Lok als Werklokomotive nach Beroun zur Zementfabrik Královodvorské cementárny abgegeben.

## Galerie
Einsatz im Zweiten Weltkrieg auf der Bahnstrecke Hyrynsalmi–Kuusamo in Finnland (1942–1944).

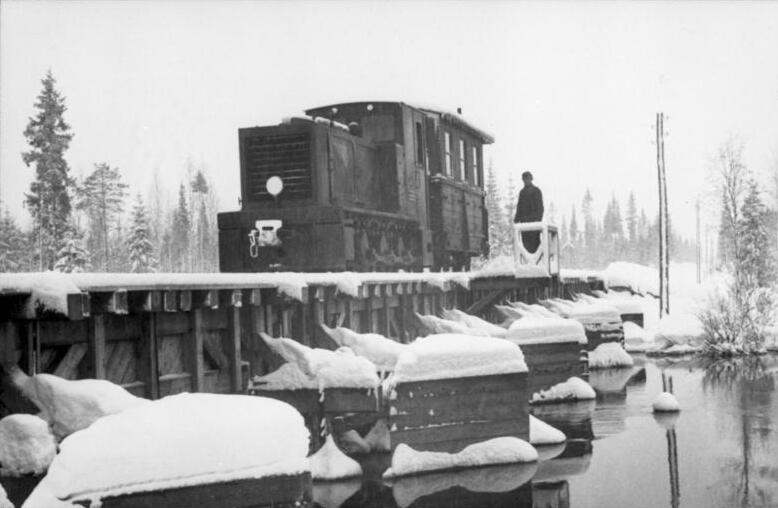
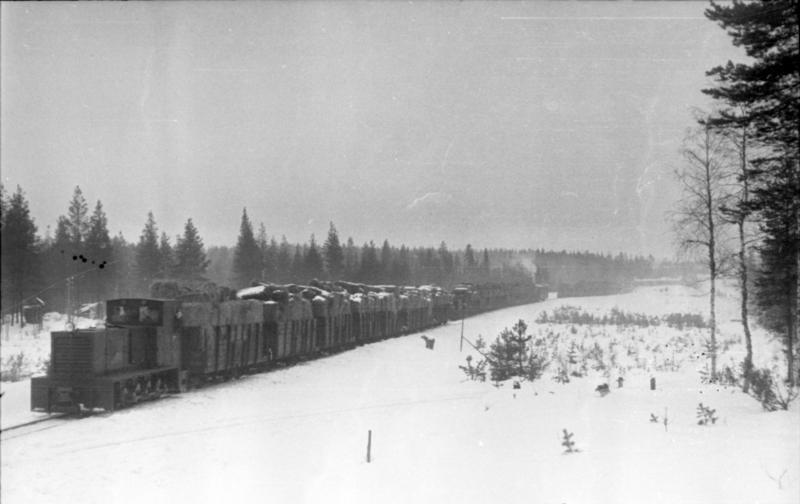
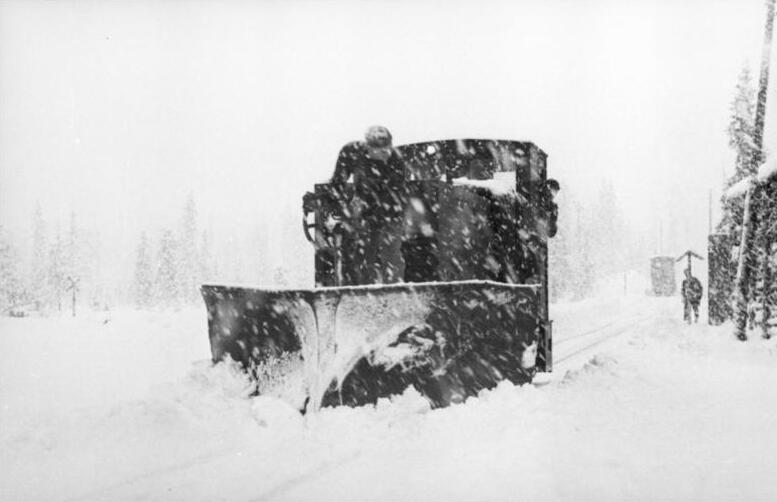